# Bilirubin
Bilirubin je odpadním produktem metabolismu červeného krevního barviva hemu. Vzniká v játrech při filtraci krve ze zaniklých červených krvinek. Jeho obsah v krvi se může zvyšovat jako příznak určitých onemocnění, při zvýšené hladině bilirubinu se barví stolice do hněda a podlitiny do žluta.
V roce 2009 byl bilirubin objeven v rostlině Strelitzia nicolai a později také ve strelícii královské (Strelitzia reginae).

## Vznik bilirubinu
Erytrocyty vznikající v kostní dřeni jsou v červené pulpě sleziny odstraňovány, když zestárnou. Při tomto procesu se uvolňuje hemoglobin, který se rozloží na hem a globin. Hem se poté díky činnosti makrofágů ve slezině mění na biliverdin a ten je pak redukován na nekonjugovaný (nepřímý) bilirubin. Poté je tento bilirubin navázán na albumin a poslán do jater.
V játrech kyselina glukuronová konjuguje bilirubin za vzniku přímého (konjugovaného) bilirubinu, který je rozpustný ve vodě. Hemoglobin je vychytáván Kupfferovými buňkami. Většina odchází se žlučí do tenkého střeva, malou část v tlustém střevě přítomné bakterie (střevní mikroflóra) rozkládají na sterkobilinogen, z něhož oxidací vzniká sterkobilin.
Jeho část je znovu absorbována a vyloučena v moči jako urobilinogen a jeho oxidovaná forma, urobilin. Když správně nefungují játra nebo když jedinec trpí hemolytickou anémií (nadměrným rozkladem červených krvinek), část konjugovaného bilirubinu se objeví v moči, čímž ji barví do temně žluté.

## Referenční hodnoty bilirubinu
- celkový bilirubin do 17,1μmol/l
- nekonjugovaný bilirubin do 12μmol/l
- konjugovaný bilirubin do 5μmol/l

## Stanovení bilirubinu
Bilirubin nekonjugovaný je vázaný na albumin, dle reakce s činidly se označuje jako nepřímý. Aby reagoval, musí se z vazby na albumin uvolnit pomocí akcelerátoru (kofein, benzoan sodný). Bilirubin konjugovaný neboli přímý reaguje přímo s činidlem.
K detekci a stanovení bilirubinu se používá několik metod:
1. Jendrassik–Grof: fotometrické stanovení, nejrozšířenější metody jsou založeny na kopulaci s diazoniovými solemi v prostředí HCl za vzniku barevných azoderivátů. Měříme fotometricky při vlnové délce 520-550 nm.
Kyselina sulfanilová + NaNO2 → diazotovaná kyselina sulfanilová
Bilirubin + diazotovaná kys. sulfanilová + NaNO2 → azobilirubin
2. přímá spektrofotometrie
3. HPLC s VIS detekcí
4. enzymatické stanovení

## Poruchy metabolismu bilirubinu
Hlavním příznakem poruch metabolismu bilirubinu je hyperbilirubinemie. Při zvýšení hladiny nad 30 μmol/l pozorujeme žluté zabarvení kůže a sliznic, které je způsobeno ukládáním bilirubinu ve tkáních.
Hyperbilirubinemie může nastat i při normálním metabolismu bilirubinu a to při:
- zvýšené tvorbě bilirubinu
- sníženém vychytávání bilirubinu játry
- snížené konjugaci bilirubinu v játrech
- poruše vylučování bilirubinu do žluče
- extrahepatální poruše odtoku do žluče

### Rozdělení poruch metabolismu bilirubinu
- hyperbilirubinemie způsobená převážně vzrůstem hladiny nekonjugovaného bilirubinu
- hyperbilirubinemie způsobená převážně vzrůstem hladiny konjugovaného bilirubinu